# Diane Warren
Diane Warren (Diane Eve Warren, Van Nuys, Califórnia, 7 de setembro de 1956) é uma musicista e compositora americana. Diane foi a primeira compositora na história da Billboard a ter sete hits (todos nas vozes de diferentes artistas) nas paradas de singles ao mesmo tempo. 
Em 2001, ela foi incluída no Salão da Fama dos Compositores. Desde 2006, suas músicas já receberam seis indicações para Oscar de melhor canção, cinco indicações para Golden Globe Awards (Prémios Globos de Ouro), e sete para Prêmio Grammy. Em 2011, Diane ganhou o Globo de Ouro por Melhor canção original, "You Haven't See The Last Of Me", interpretada por Cher no filme Burlesque. Ela possui a sua própria empresa editora, Realsongs, esta lhe dá controle sobre suas composições.
Responsável por clássicos de Patti LaBelle, Cher, Lady Gaga, Céline Dion e Laura Pausini, entre outras, Diane debutou a estreia de “The Cave Sessions, vol. 1“, seu primeiro álbum de estúdio no dia 27 de agosto de 2021. O projeto trouxe letras inéditas nas vozes de artistas pertencentes a diversos gêneros e gerações, como: John Legend, Celine Dion, Lauren Jauregui, Leona Lewis, Rita Ora e mais.
Em 2022, Diane recebeu o Oscar Honorário por suas músicas e letras que "ampliaram o impacto emocional de inúmeros filmes e inspiraram gerações de artistas musicais".

## Algumas canções escritas por Diane Warren
- 98 Degrees - Was It Something I Didn't to Say
- Aerosmith - I Don't Want to Miss a Thing, Devil's Got a New Disguise (co-autor com Steven Tyler & Joe Perry, We All Fall Down)
- Air Supply - My Heart's With You
- Alice Cooper - Bed of Nails (co-autor com Alice Cooper & Desmond Child)
- All-4-One - I Turn to You
- Anastacia - Late Last Night
- Ashley Tisdale - Delete You, Love Me For Me
- Avril Lavigne - Won't Let You Go (co-autor com Avril Lavigne)
- Backstreet Boys - Divine Intervention (música não lançada)
- Bad English - When I See You Smile
- Beyoncé  - I Was Here
- Boyz II Men - I Will Get There
- Boyzone - I'll Never Not Need You
- Brandy - Have You Ever
- Britney Spears - When Your Eyes Say It
- Carrie Underwood - Lessons Learned, Whenever You Remember
- Céline Dion - Because You Loved Me; Next Plane Out; I Want You to Need Me; Love Can Move Mountains; Real Emotions; These Are the Special Times; Water from the Moon, entre outros.
- Cyndi Lauper - I Don't Want to Be Your Friend, Insecurious
- Chayanne - Mi Primer Amor (Versão em espanhol de Whishing On the Same Star)
- Cher - Emotional Fire (co-autor com Desmond Child e Michael Bolton), If I Could Turn Back Time, Give Our Love a Fightin' Chance (co-autor com Desmond Child), Love and Understanding, Takin' Back My Heart, You Haven't Seen The Last of Me, entre outros.
- Chicago - Explain It to My Heart, I Don't Wanna Live Without Your Love (co-autor com Albert Hammond), Look Away
- Christina Aguilera - Somebody's, Somebody, I Turn to You, These Are the Special Times
- Cristian Castro - Why Did You Have to Be
- Daniel Boaventura - Catch my Breath
- DeBarge - Rhythm Of The Night
- Demi Lovato - Heart by Heart
- Deniece Williams - I Confess
- Gloria Stefan - Reach (co-autor com Gloria Stefan)
- Jade Ewen - My Time (co-autor com Andrew Lloyd Webber para Festival Eurovisão da Canção 2009)
- Jessica Simpson - I Belong to Me, Sweetest Sin
- Jessie J - Silver Lining (Crazy 'Bout You)
- Joan Jett - Desire (co-autor  com Joan Jett & B.Laguna)
- Jon Secada - Eyes of a Fool
- JoJo - Note to God
- Joss Stone - Bruised But Not Broken
- Justin Bieber - Born to Be Somebody
- Kiss - Nothing Can Keep Me from You
- Lady Gaga - Till It Happens To You (co-autor com Lady Gaga)
- Laura Branigan - Ti Amo, Satisfaction, If You Loved Me
- LeAnn Rimes - But I Do Love You, Can't Fight the Moonlight e The Right Kind of Wrong (para o filme "Coyote Ugly"), Feels Like Home
- Liberty X - Divine Intervention
- Lionel Richie - I Hear You Voice (co-autor com David Foster)
- Lisa Stansfield - Dream Away, I Cried My Last Tear Last Night
- LFO (Lyte Funkie Ones) - Your Heart Is Safe With Me
- Mariah Carey - After Tonight (co-autor com Mariah Carey e David Foster) e Can't Take That Away (Mariah's Theme)
- Mary J. Blige - Give Me You
- Michael Bolton - A Heart Can Only Be So Strong, This River, entre outros.
- Michael W. Smith - I Will Be Here For You (co-autor com Michael W. Smith)
- Nick Lachey - Ordinary Day
- Nicole Scherzinger - Until U Love You
- No Mercy - Tu Amor
- N'Sync - Are You Gonna Be There, Music of My Heart (com Gloria Stefan)
- Olivia Newton-John - Deeper Than a River, I Come Runnin'
- O-Town - Baby I Would e You Can't Lose Me
- Paloma Faith - Only Love Can Hurt Like This, Leave While I'm Not Looking
- Patti LaBelle - If You Asked Me To
- Patricia Kaas - Quand J'Ai Peur de Tout
- Pussycat Dolls - How Many Times, How Many Lies; Until U Love U
- RBD - Tu Amor, I Wanna Be the Rain
- Reba McEntire - I'll Be
- Richie Sambora - If I Can't Have Your Love (co-autor com Desmond Child e Jon Bon Jovi)
- Ricky Martin - I Count the Minute, Stop Time Tonight, You Stay With Me
- Rihanna - Music Of The Sun (co-autor com Carl Sturken, Evan Rogers e Rihanna)
- Ronan Keating - If Don't Tell You Now
- Sara Evans - I Could Not Ask For More
- Sandy & Junior - A Estrela Que Mais Brilhar (Wishing On The Same Star), Don't Say You Love Me, Me Leve Com Você (Take Me With You If You Leave), Whenever You Close Your Eyes, Tan Dentro De Ti (Whenever You Close Your Eyes)
- Scorpions - Here in my heart
- Selena - I'm Getting Used to You
- Stacie Orrico - I Promise
- Taylor Swift - Say Don't Go (co-autor com Taylor Swift)
- The Wanted - Rocket
- TLC - Come On Down
- Toni Braxton - Un-Break My Heart, Spanish Guitar
- Vixen - It Wouldn't Be Love
- Kate Voegele - You Can't Break a Broken Heart
- Westlife - I Did It for You e Have You Ever
- Whitney Houston - I Blow Out e I Didn't Know My Own Strength